# Neoindigenofyt
Neoindigenofyt nebo také agriofyt je označení pro druhy rostlin v dané lokalitě nepůvodní, zavlečené člověkem, ale na lidské činnosti dále existenčně nezávislé. Druhy mohou být dále děleny například na invazivní a neinvazivní.